# Parc national de Pryazovske
Le parc national Pryazovske  (en ukrainien : Приазовський національний природний парк)) est un  parc national de l'oblast de Zaporijjia situé au sud de l'Ukraine.

## Histoire
Le 11 février 2010, le décret présidentiel consacre la réserve naturelle. Il se trouve en bord de la mer d'Azov (la flèche de Fedotov) et protège autant les plaines sablonneuses que le milieu aquatique. C'est un site apprécié des oiseaux migrateurs.

## Géographie

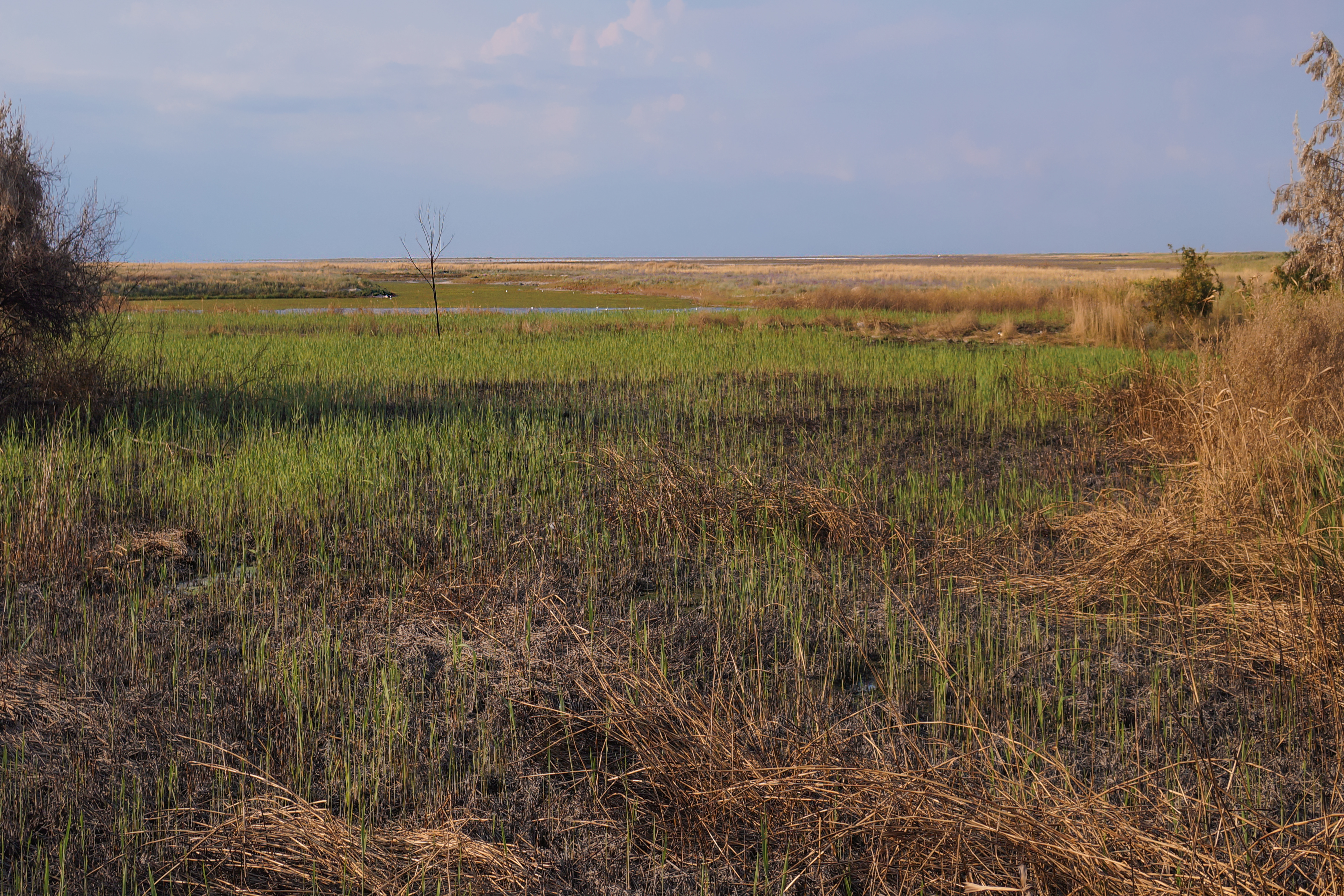
Lyman Molochny[1].
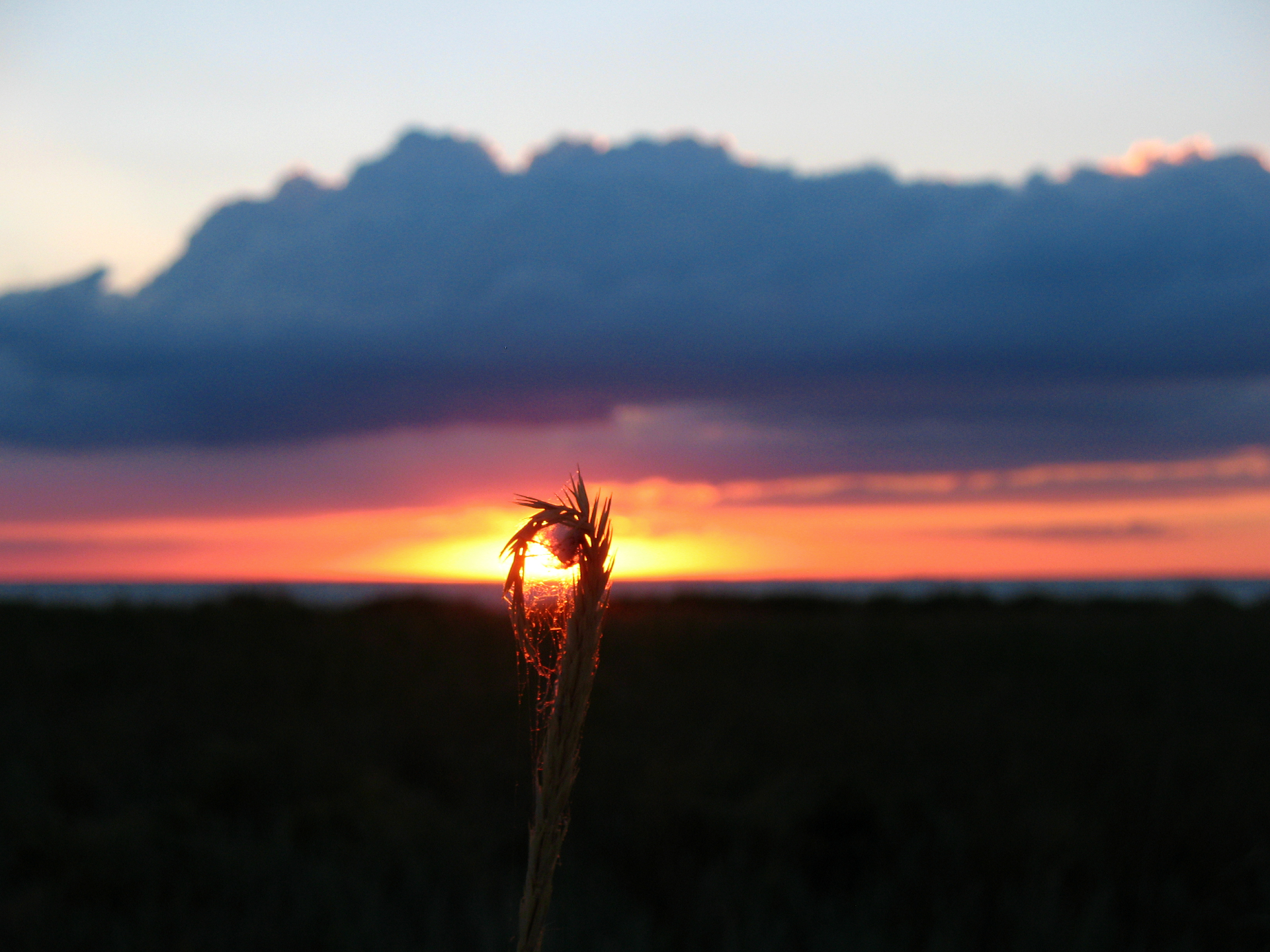
La rive de l'estuaire d'Utliuk dans la partie sud de l'estuaire de Fedotova[2].
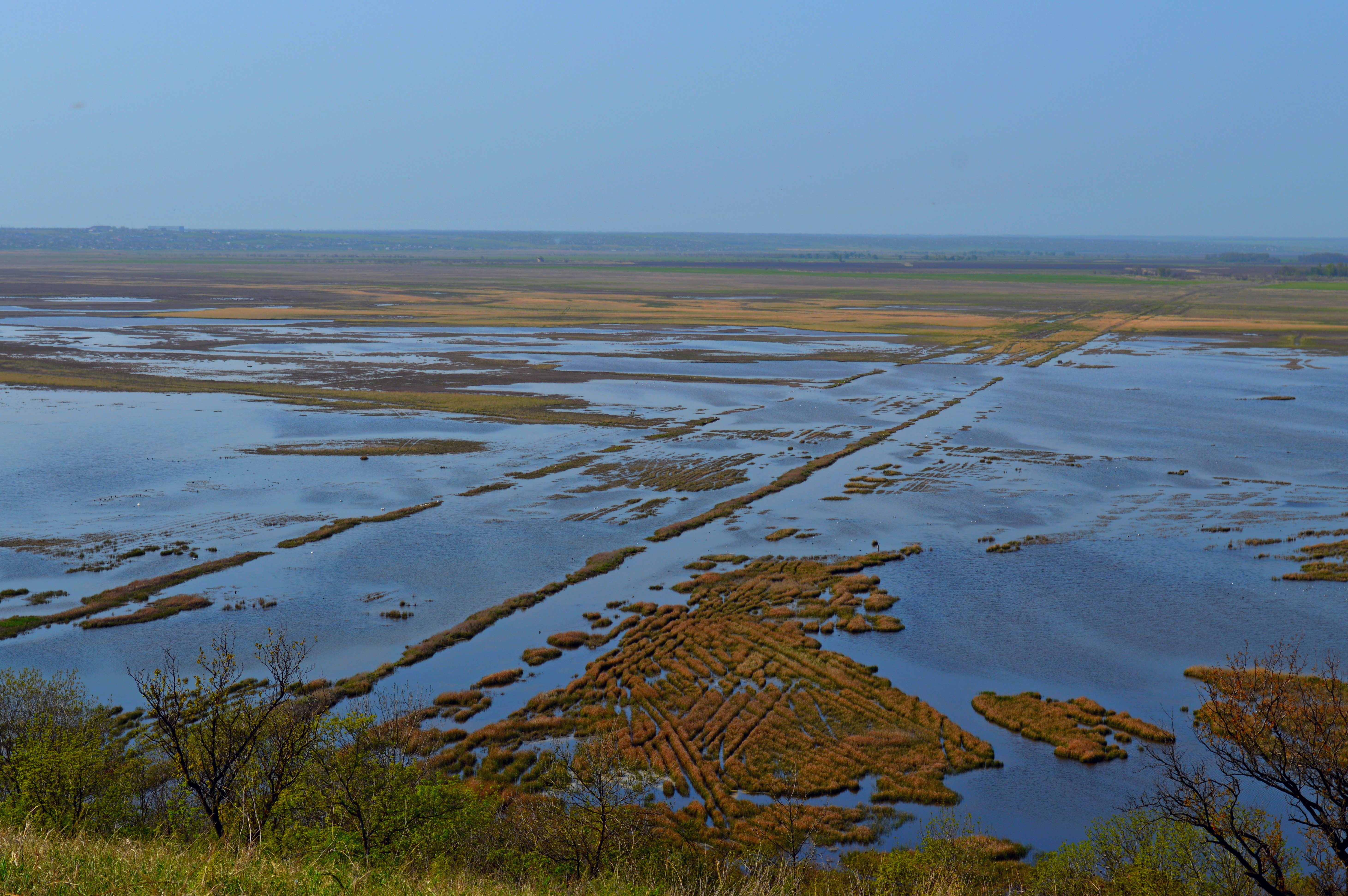
Plaine inondable de Berda[3].
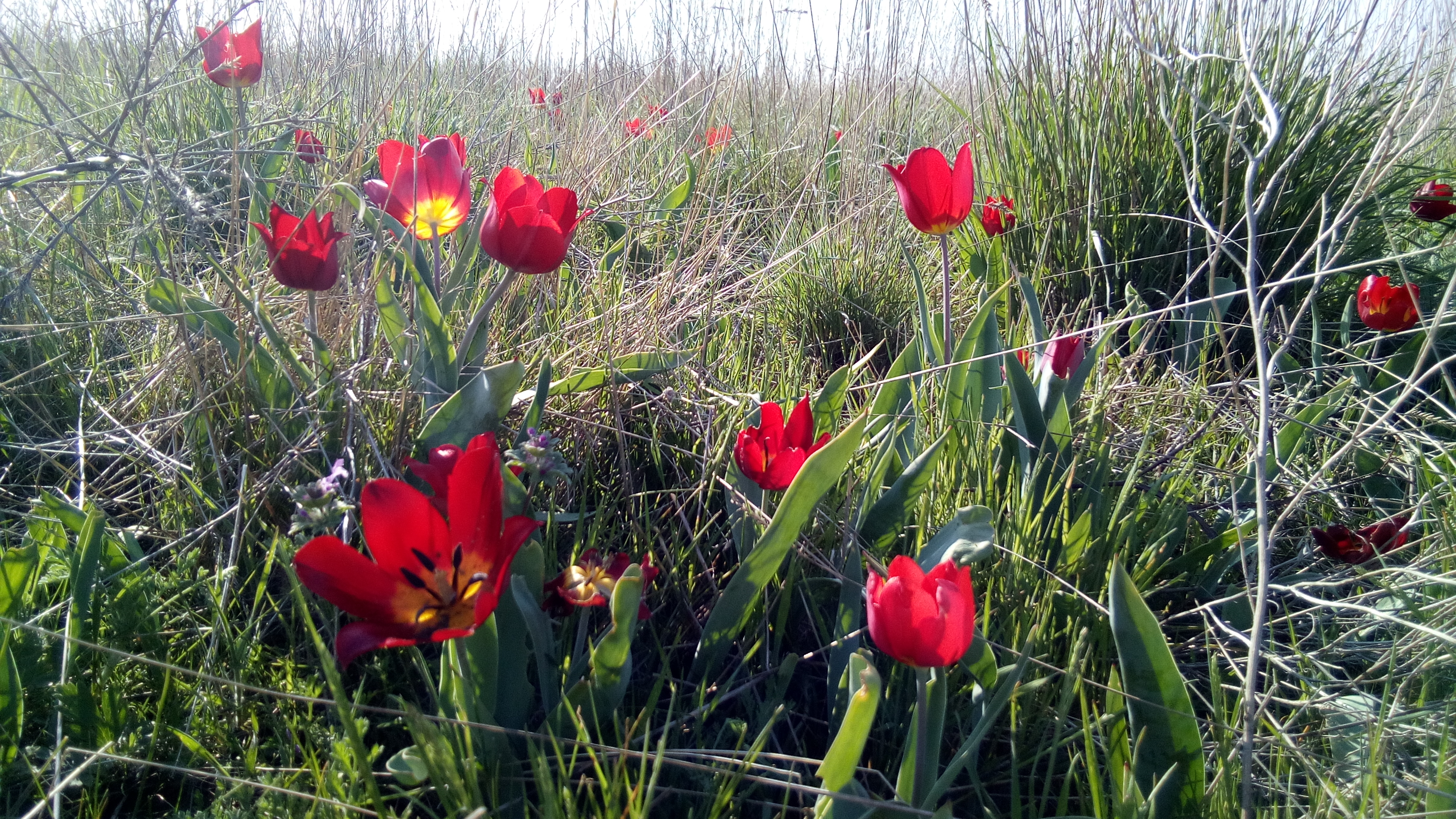
Tulipes.
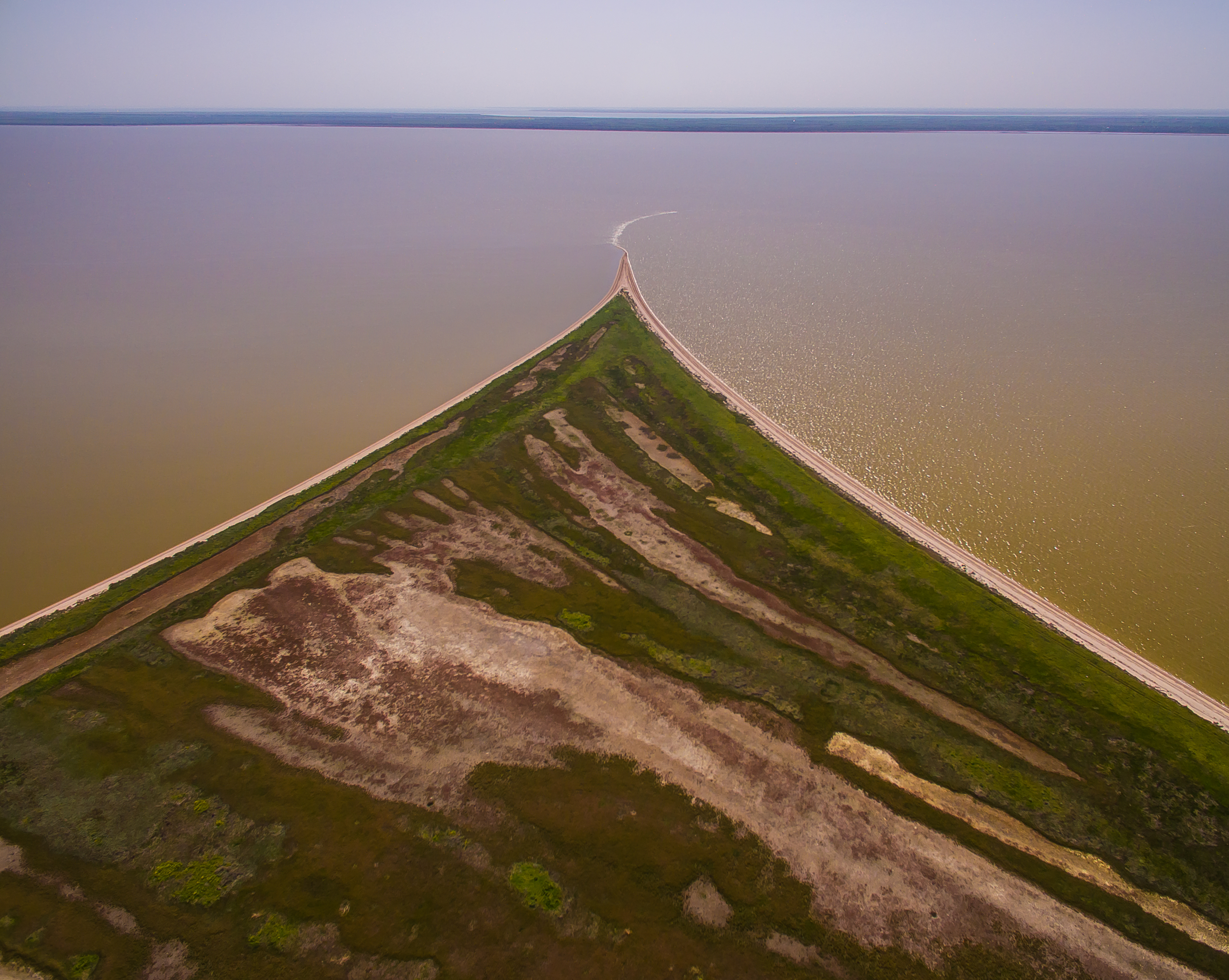
Berge.
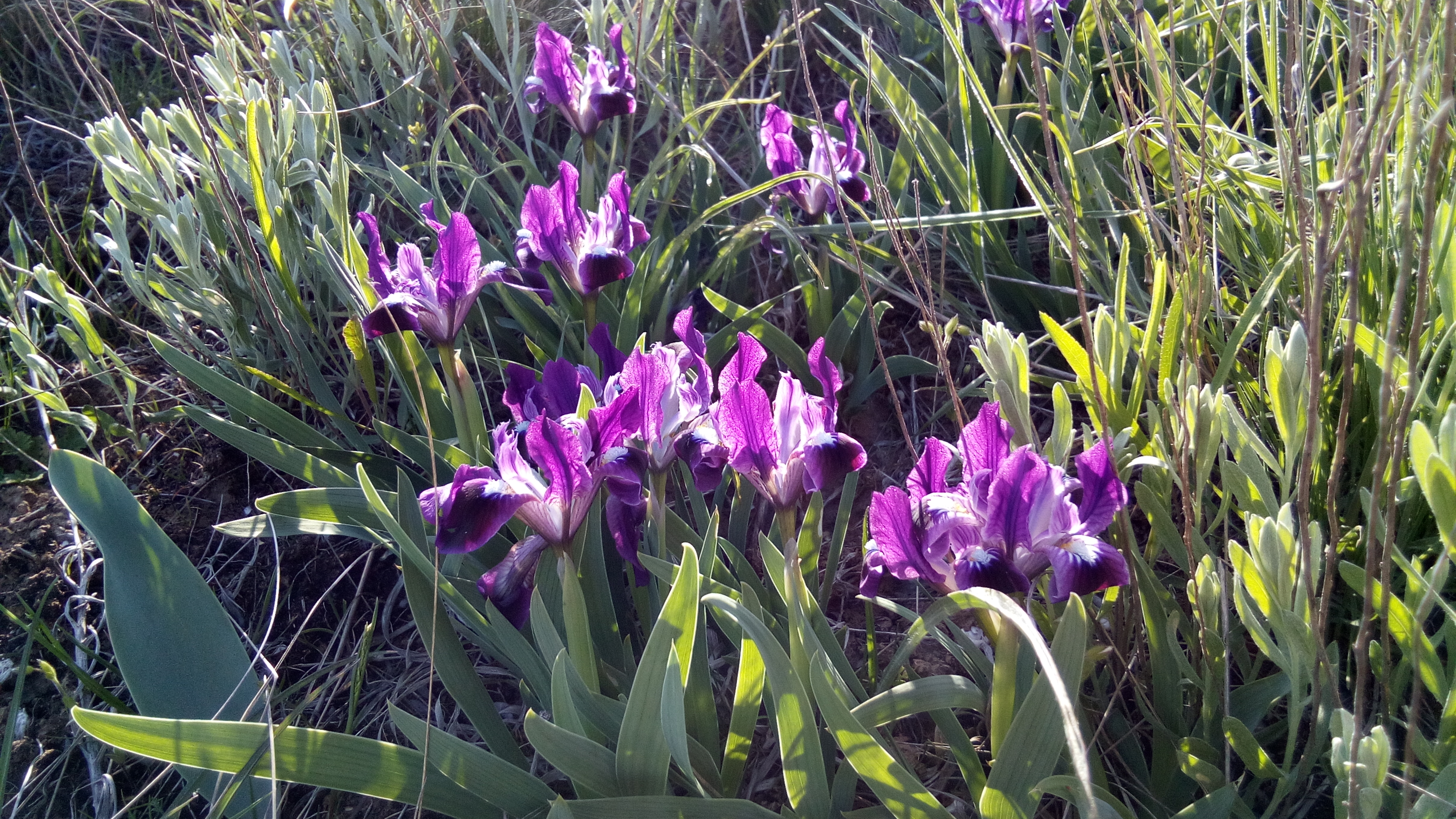
Iris pumila.